# Escrava do Desejo
Escrava do Desejo é um filme brasileiro de 1981, dirigido por John Doo.

## Sinopse
Insatisfeita com sua vida conjugal, Vivian se envolve com um gigolô e passa a levar uma vida secreta de prostituta. Um dia, um cliente de seu marido a encontra numa boate e faz um programa com ela, mas é assassinado. Arrependida e com medo, ela pretende mudar de vida, mas é perseguida pelo gigolô, que a chantageia. Até que seu marido a encontra também na boate e se suicida, na frente dela.

## Elenco
- Patrícia Scalvi... Vívian
- Roberto Miranda... Giba
- Eudes Carvalho ... cafetão
- André Lopes ... William
- Áurea Campos ... Mariazinha
- Douglas Franco ... borracheiro
- Norma Severo ... mulher do borracheiro
- Waldir Siebert ... freguês
- Darci Santos ... trombadinha
- Roney Wanderley ... trombadinha
- Malu Braga ... amiga de Vivian
- Márcio Prado ... paquera de Vivian
- Kênia Cristina ... Vívian criança